# Peter Tempel (Diplomat)

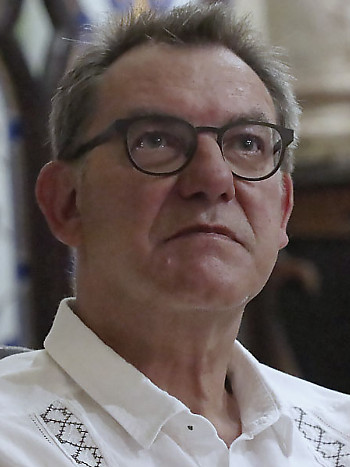
Peter Tempel (2019)

Peter Tempel (* 13. April 1955) ist ein pensionierter deutscher Diplomat. Von 2014 bis 2018 war er deutscher Botschafter in Spanien. Von 2018 bis 2022 war er Botschafter der Bundesrepublik Deutschland in Mexiko.

## Leben
Tempel erwarb einen Hochschulabschluss in Psychologie und Sozialwissenschaften. Zwischen 1983 und 1985 absolvierte er die Ausbildung für den höheren Dienst im Auswärtigen Amt.
Von 1985 bis 1986 war er Legationssekretär im Auswärtigen Amt in Bonn. Anschließend folgte bis 1989 seine erste Auslandsverwendung an der Botschaft Washington als Legationsrat in der Wirtschaftsabteilung. Bis 1991 war er Ständiger Vertreter des Leiters in der Botschaft Bamako, dann bis 1993 als Vortragender Legationsrat in der Europaabteilung des Auswärtigen Amtes in Bonn. Von 1993 bis 1997 war Tempel Botschaftsrat in der Ständigen Vertretung bei der Europäischen Union in Brüssel und von 1997 bis 1998 Vortragender Legationsrat in der Europaabteilung des Auswärtigen Amtes.
1998 wurde Tempel Büroleiter des für Europafragen zuständigen Staatsministers im Auswärtigen Amt. Von 1999 bis 2002 war Tempel stellvertretender Kabinettchef und von 2002 bis 2004 Kabinettchef von Günter Verheugen, EU-Kommissar für Erweiterung in der Kommission Prodi. Weiterhin war er von 2004 bis 2006 Kabinettchef von Verheugen in der Kommission Barroso I, mit dem Ressort Unternehmen und Industrie. Von 2006 bis Juli 2010 leitete Tempel die Europaabteilung im Auswärtigen Amt in Berlin.
Von August 2010 bis 2014 war er Ständiger Vertreter der Bundesrepublik Deutschland bei der Europäischen Union in Brüssel. Im Sommer 2014 wechselte er das Amt mit Reinhard Silberberg und wurde deutscher Botschafter in Madrid, wo er bis September 2018 blieb.
Seit September 2018 war er Deutscher Botschafter in Mexiko. Mit Erreichen der Altersgrenze wurde er mit Ablauf des Monats Juni 2022 in den Ruhestand versetzt.
Seine Ehefrau, Heidrun Tempel, war von 2019 bis 2023 Botschafterin der Bundesrepublik Deutschland in Kuba.

## Auszeichnungen
- 2004: Großes Silbernes Ehrenzeichen für Verdienste um die Republik Österreich[2]
- 2009: Großoffizier des portugiesischen Verdienstordens